# Leucosticte tephrocotis
Il fanello rosato testagrigia (Leucosticte tephrocotis Swainson, 1832) è un uccello passeriforme appartenente alla famiglia dei Fringillidi.

## Etimologia
Il nome scientifico della specie, tephrocotis, deriva dall'unione delle parole greche τεφρα (tephra, cenere") e κοτις (kotis, "nuca"), col significato di "dalla nuca grigia", in riferimento alla livrea di questi uccelli.

## Descrizione

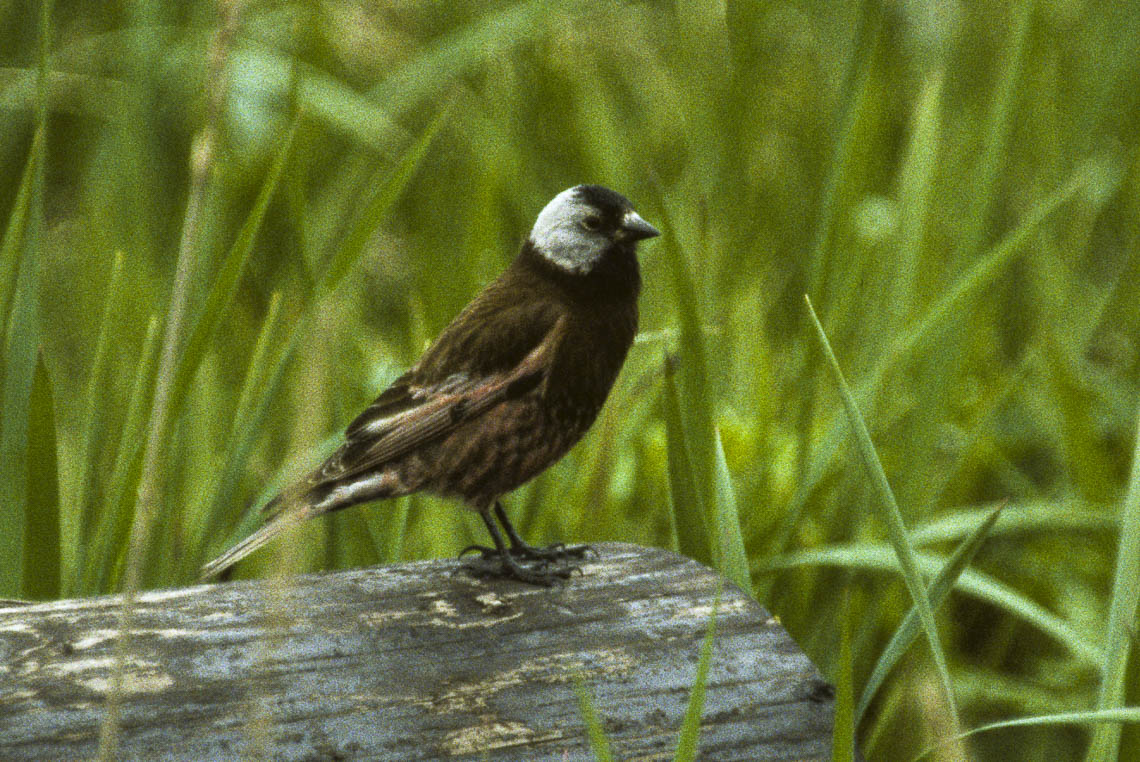
Maschio sulle isole Pribilof.

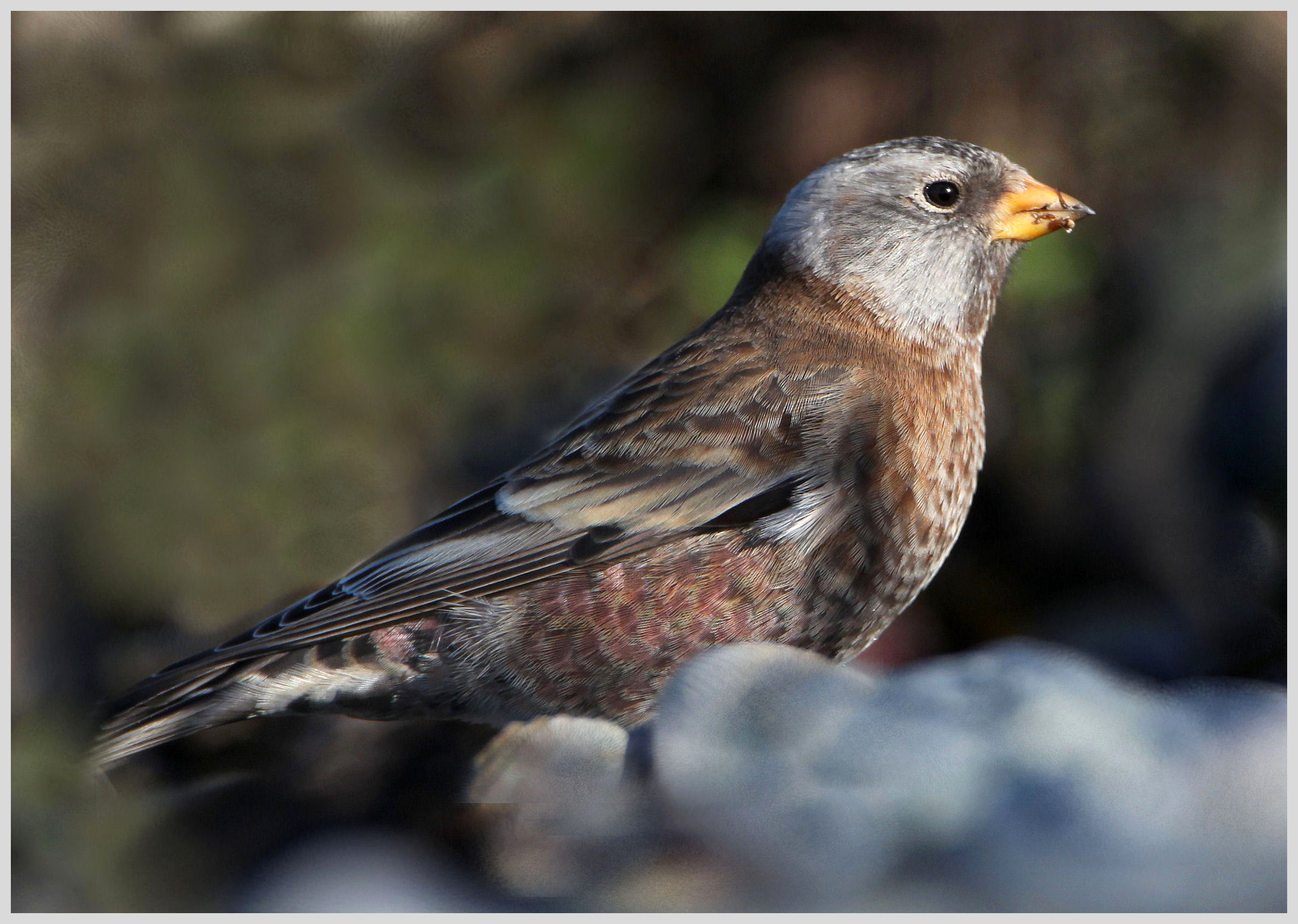
Femmina nella Columbia Britannica.

### Dimensioni
Misura 14-18 cm di lunghezza, per 21-60 g di peso: le sottospecie più nord-occidentali (griseonucha e umbrina) sono quelle di maggiori dimensioni.

### Aspetto
Si tratta di uccelletti dall'aspetto slanciato, con testa rotonda dal becco piccolo e conico, ali allungate e lunga coda squadrata dalla punta lievemente forcuta.
Il piumaggio è dominato dai toni del bruno scuro su tutto il corpo, con sfumature rosate sul basso ventre e sugli orli di copritrici e remiganti, che sono invece nere: dello stesso colore sono anche la gola e la fronte, oltre che la coda. La testa presenta aree grigie (alle quali questi uccelli devono sia il proprio nome comune che quello scientifico), le quali che variano a seconda della sottospecie, comprendendo generalmente le sopracciglia, il vertice e la nuca ma estendendosi fino a comprendere quasi tutto il capo (sottospecie wallowa).
Il dimorfismo sessuale è presente ma non estremo come in altre specie di fringillidi: le femmine presentano colorazione nel complesso meno carica, con assenza di colore rosato dorsoventrale e minore estensione di nero e grigio cefalici. In ambedue i sessi, le zampe sono di colore nerastro e dello stesso colore è il becco, mentre gli occhi sono di colore bruno scuro.

## Biologia

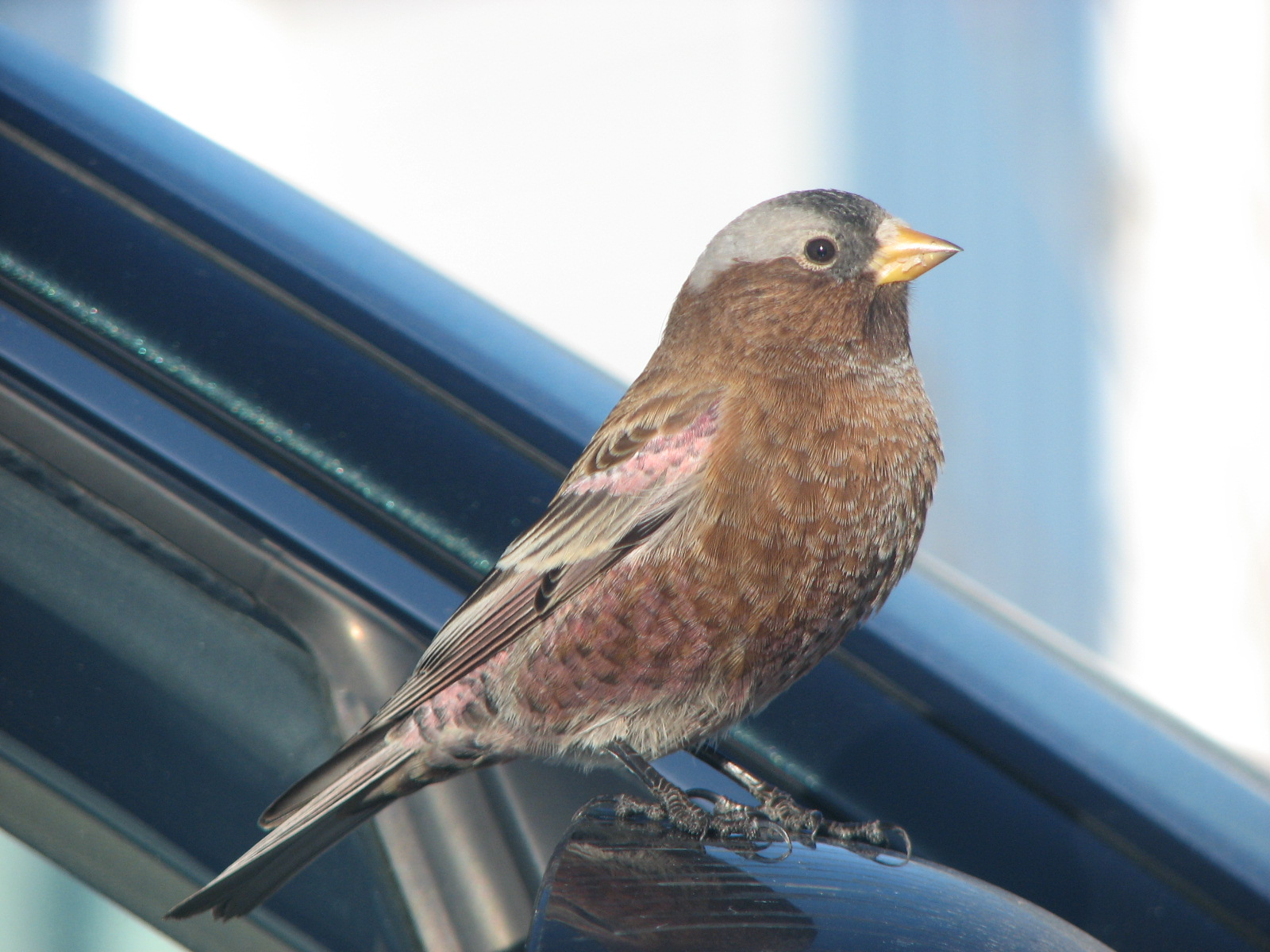
Maschio in natura nel Minnesota.

Si tratta di uccelli dalle abitudini quasi esclusivamente diurne, che al'infuori del periodo riproduttivo si muovono stormi anche di migliaia di individui, talvolta in associazione con altre specie di fanello rosato, nonché con altri uccelli come lo zigolo delle nevi, lo zigolo di Lapponia e l'allodola golagialla. Questi uccelli passano la maggior parte della giornata alla ricerca di cibo, mantenendosi perlopiù al suolo o fra i rami e tenendosi in contatto fra loro mediante richiami ronzanti.

### Alimentazione
Si tratta di uccelli dalla dieta perlopiù granivora, che si nutrono essenzialmente di semi reperiti al suolo, soprattutto appartenenti a piante erbacee: essi mangiano anche germogli, boccioli e bacche, mentre durante il periodo estivo una parte consistente della loro alimentazione consiste in insetti e vermi.

### Riproduzione

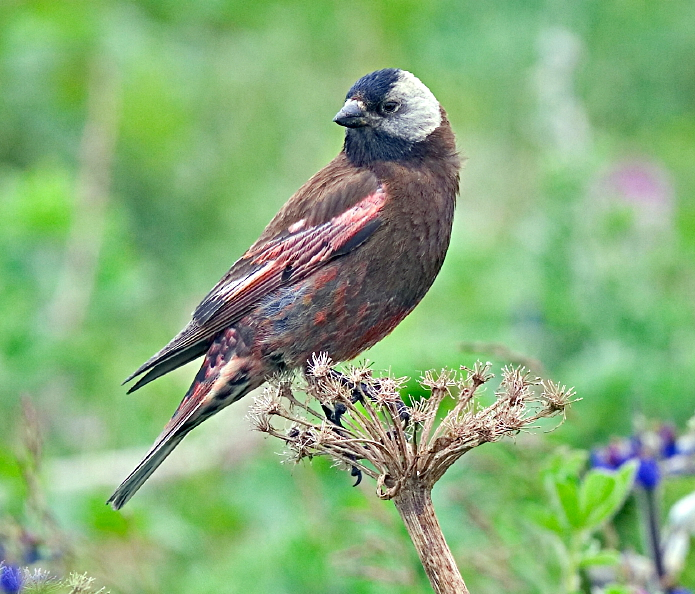
Maschio sull'Isola di St. Paul.

La stagione riproduttiva di questi uccelli si estende da aprile ai primi di agosto: durante questo periodo, le coppie tendono a isolarsi e divenire territoriali, scacciando energicamente eventuali intrusi dai territori di cova, che in questa specie sono fra quelli ad altitudine maggiore fra gli uccelli nordamericani.
Il nido, a forma di coppa, viene costruito dalla sola femmina, ma il maschio si occupa assieme ad essa di reperire il materiale da costruzione (prevalentemente erba secca, radichette, licheni e rametti, oltre a pelame e piumino per foderare l'interno): esso viene ubicato fra le rocce, sia al suolo che in altezza, talvolta all'interno di edifici o miniere abbandonati.
Al suo interno, la femmina depone 3-5 uova, che provvede a covare da sola per circa due settimane: i pulli, ciechi e implumi alla schiusa, vengono imbeccati da ambedue i genitori, e sono in grado di involarsi attorno alle 3 settimane di vita, pur rimanendo nei pressi del nido (chiedendo sempre più sporadicamente l'imbeccata ai genitori) ancora per un paio di settimane, prima di allontanarsene definitivamente e disperdersi.

## Distribuzione e habitat

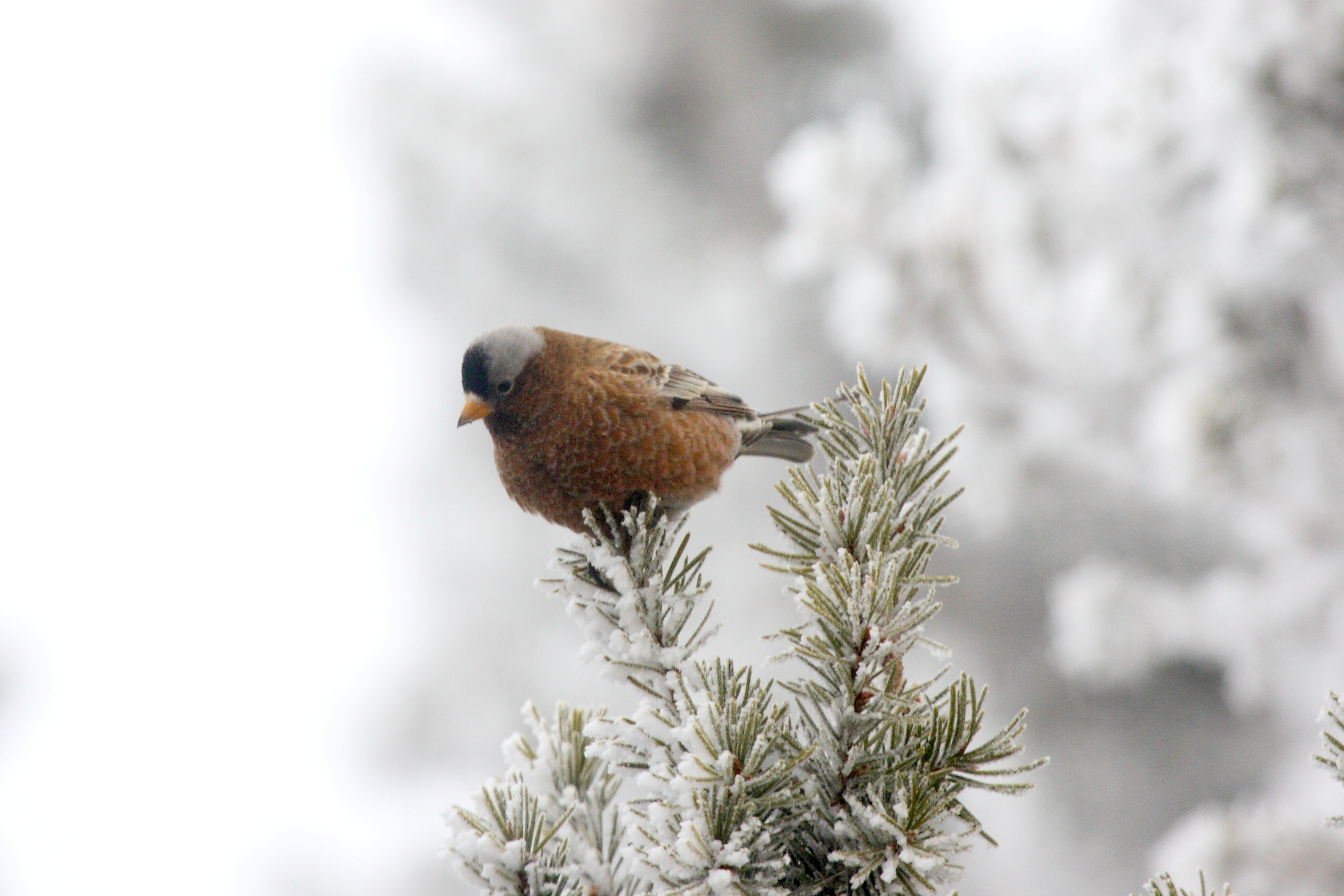
Maschio in natura d'inverno.

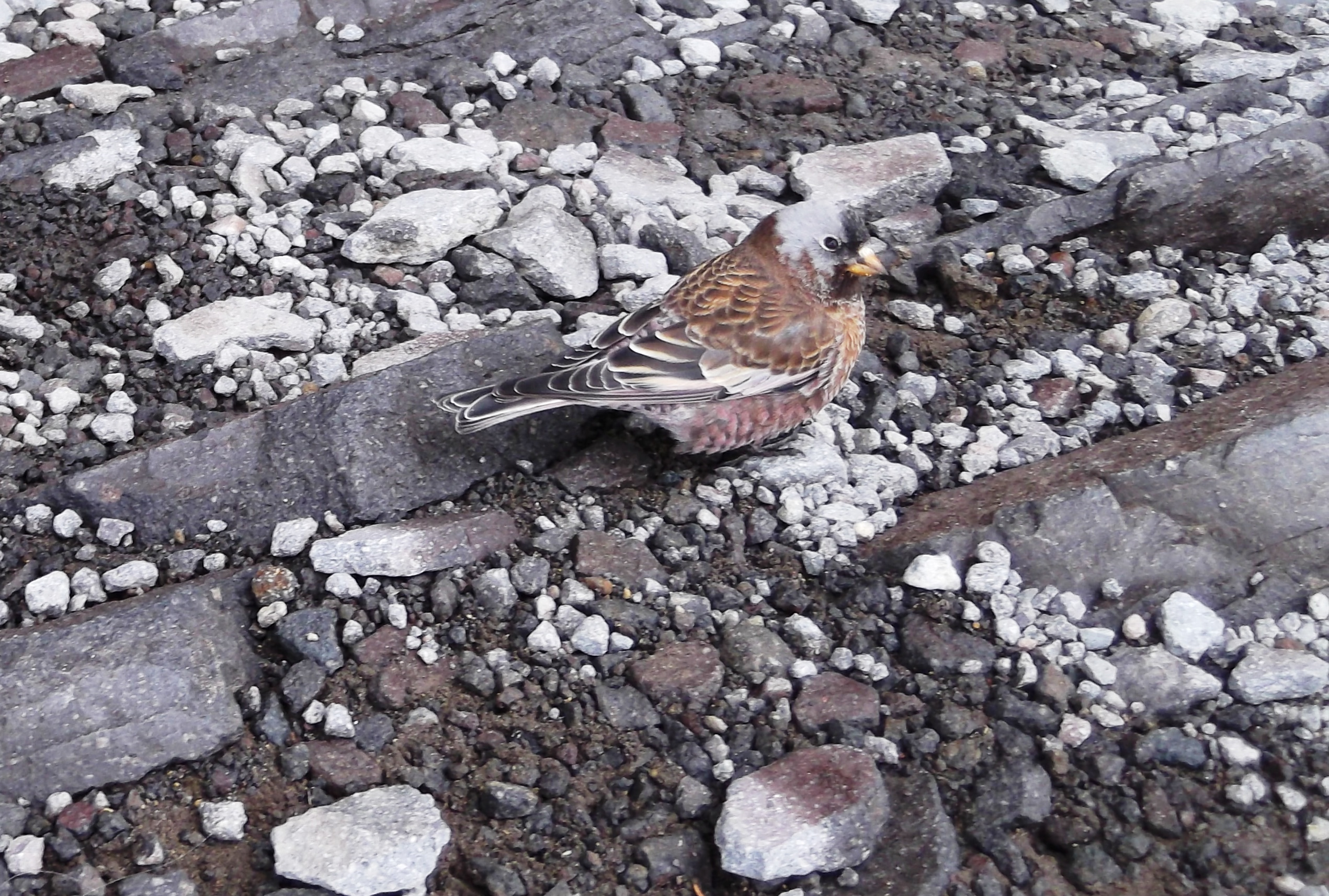
Maschio sul Monte Rainier.

Il fanello rosato testagrigia è diffuso lungo la fascia montuosa interna prospiciente alla costa pacifica nord-occidentale del Nord America, dall'Alaska (con popolazioni residenti nelle isole Aleutine e Pribilof) attraverso le Montagne Rocciose fino agli stati di Washington e Idaho, con popolazioni residenti anche nella Sierra Nevada. Durante l'inverno, la stragrande maggioranza delle popolazioni tende a migrare verso sud, raggiungendo la California nord-orientale, il Nuovo Messico e il Colorado. Un singolo esemplare di questi uccelli è stato avvistato a Booneville, nello stato di New York, fra il 4 e l'8 marzo 2012.
L'habitat di questi uccelli è rappresentato dalle aree di alta montagna come ghiacciai, aree rocciose, falesie e depositi di ghiaione: durante l'inverno, essi tendono a scendere di quota, spingendosi nelle aree pedemontane.

## Tassonomia
La specie è filogeneticamente molto vicina alle congeneri L. arctoa, L. atrata (con cui si ibrida in natura) e L. australis, con le quali forma una superspecie.
Se ne riconoscono sette sottospecie:
- Leucosticte tephrocotis tephrocotis (Swainson, 1832) - la sottospecie nominale, residente estiva in Alaska centro-settentrionale, Yukon centrale, Columbia Britannica, Alberta e Montana, svernante in Saskatchewan sud-occidentale, Dakota del Sud, Nevada, Utah, Colorado occidentale, Nuovo Messico settentrionale e California nord-orientale;
- Leucosticte tephrocotis maxima Brooks, W. S., 1915 - endemica delle Isole del Commodoro;
- Leucosticte tephrocotis griseonucha (Brandt, 1842) - residente nelle isole Aleutine (compresi i gruppi delle Shumagin e delle Semidi), visitatore astivo della penisola di Alaska, talvolta svernante sull'isola Kodiak;
- Leucosticte tephrocotis umbrina Murie, 1944 - endemica delle isole di Hall, St. Matthew e delle isole Pribilof, nel Mare di Bering;
- Leucosticte tephrocotis littoralis S. F. Baird, 1869	- visitatrice estiva in Alaska centro-meridionale, Yukon sud-occidentale, Columbia Britannica nord-occidentale e lungo la Catena delle Cascate fino al Monte Shasta, svernante in Montana centro-orientale, Utah settentrionale e New Mexico centrale;
- Leucosticte tephrocotis dawsoni Grinnell, 1913 - endemica della Sierra Nevada e delle White Mountains;
- Leucosticte tephrocotis wallowa A. H. Miller, 1939 - rirpoduttrice nei monti Wallowa, svernante in Nevada centro-occidentale e California centro-orientale;

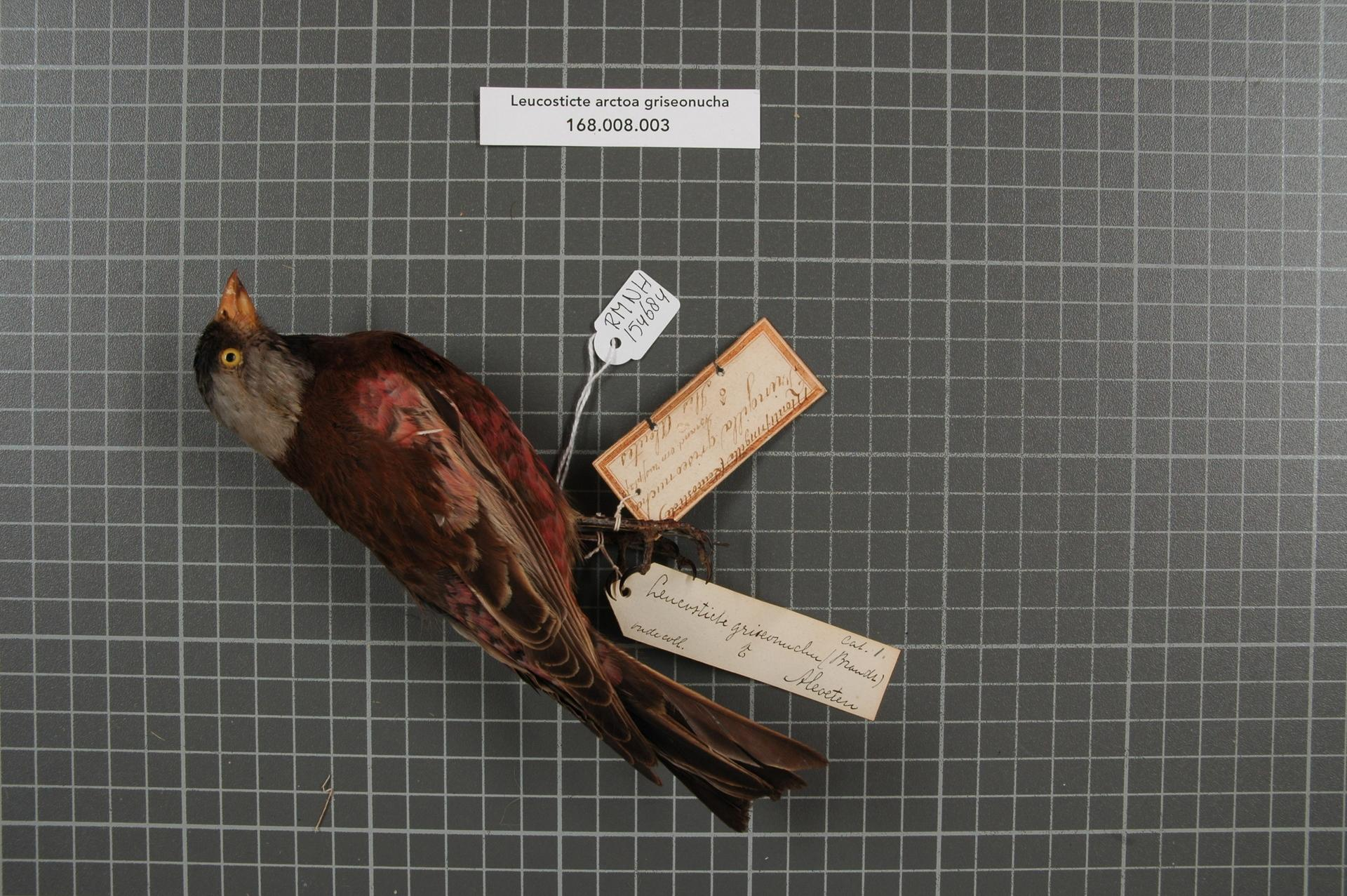
Maschio impagliato della sottospecie griseonucha.
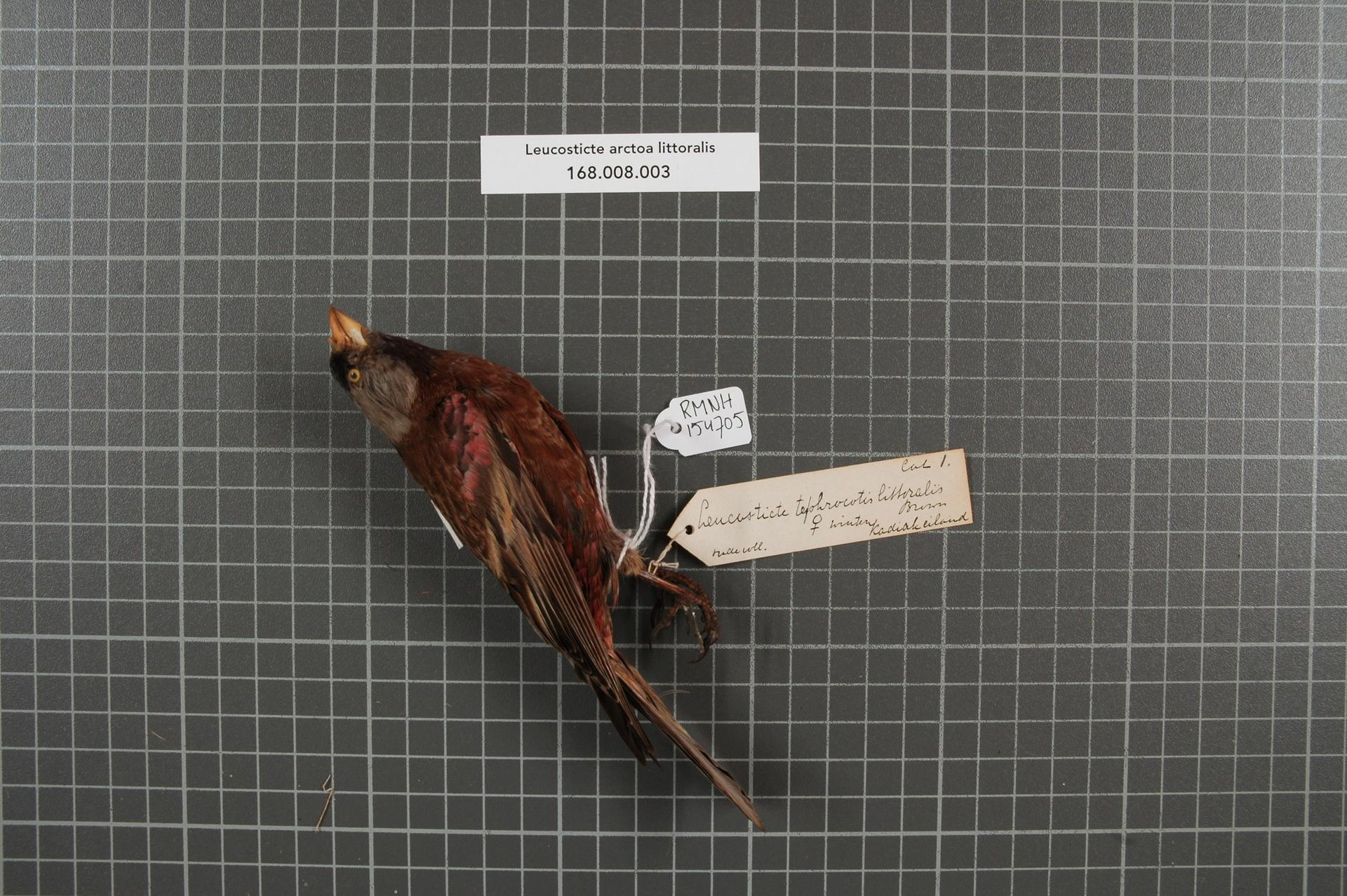
Maschio impagliato della sottospecie littoralis.
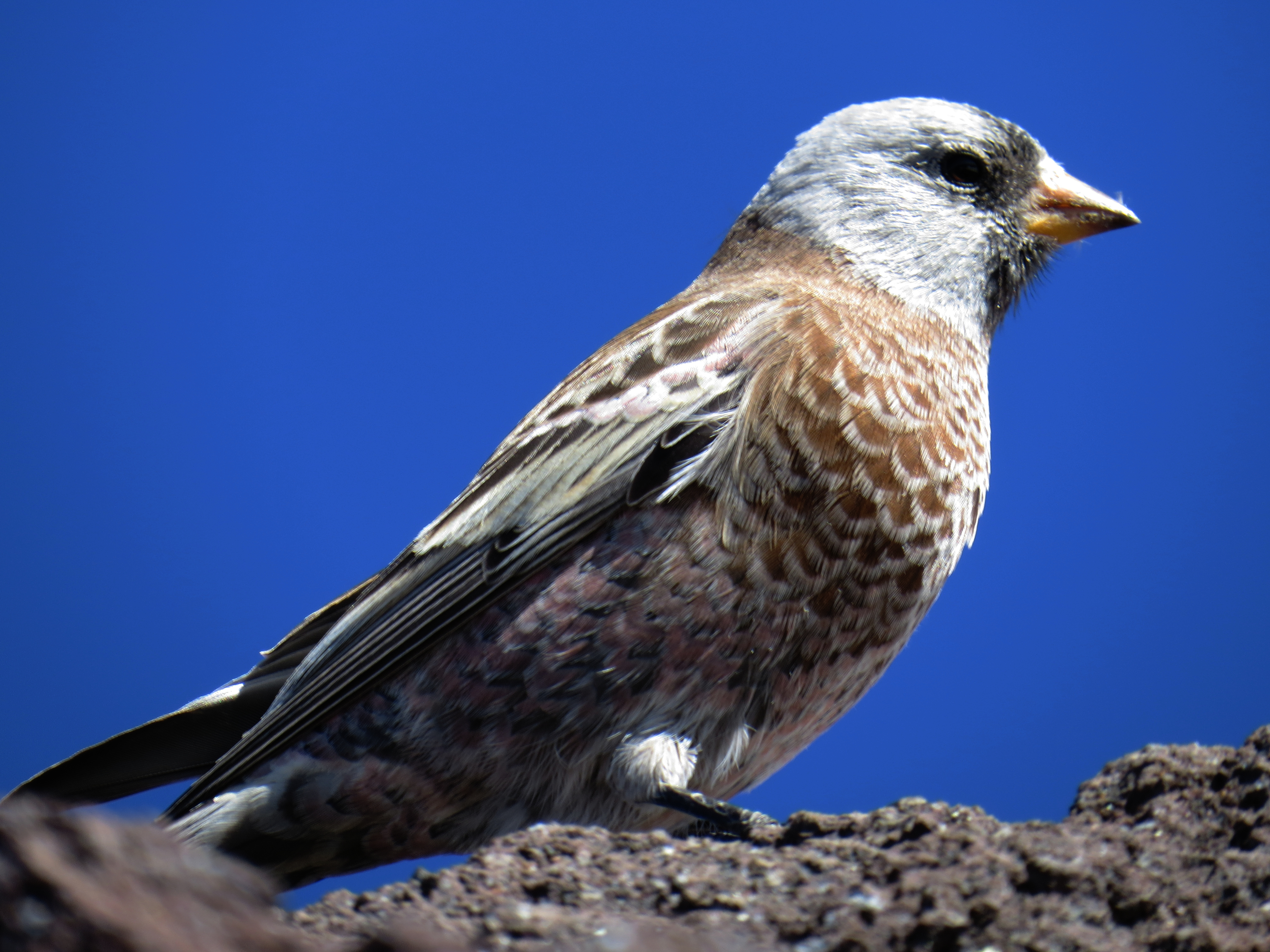
Maschio della sottospecie wallowa sul Monte Adams.

Alcuni autori riterrebbero corretta l'elevazione delle popolazioni del nord dell'Alaska, attualmente ascritte alla sottospecie nominale, al rango di sottospecie a sé stante col nome di L. t. irvingi.